# Лий (окръг, Южна Каролина)
Вижте пояснителната страница за други значения на Лий.
Окръг Лий (на английски: Lee County) е окръг в щата Южна Каролина, Съединени американски щати. Площта му е 1064 km², а населението – 16 531 души (1 април 2020). Административен център е град Бишъпвил.